# P3 Transfer-Doorisol/2006
Deze pagina geeft een overzicht van de wielerploeg P3 Transfer-Doorisol in 2006.

## Algemeen
Sponsor: P3 Transfer (opleidingsinstituut), Fondas
Team manager: Daan Luijkx
Ploegleiders: Cees de Brouwer, Piet van Est, Gerrie Takens
Fietsmerk: Gazelle

## Renners
| Naam                   | Geboortedatum | Nationaliteit | Ploeg 2005                             |
| ---------------------- | ------------- | ------------- | -------------------------------------- |
| Peter van Agtmaal      | 25-01-1982    | Nederland     | AXA Cycling Team                       |
| Mike Alloo             | 12-08-1985    | Nederland     | Bert Story-Piels                       |
| Tom De Meyer           | 31-08-1988    | België        |                                        |
| Jelle van Groezen      | 20-04-1980    | Nederland     | Eurogifts.com                          |
| Luc Hagenaars          | 27-07-1987    | Nederland     | Stagiair                               |
| Arne Hassink           | 12-08-1984    | Nederland     | Löwik Meubelen-Van Losser Installaties |
| Reinier Honig          | 28-10-1983    | Nederland     | Bert Story-Piels                       |
| Maarten Lenferink      | 23-07-1980    | Nederland     | Bert Story-Piels                       |
| Maarten Mandemakers    | 20-03-1985    | Nederland     |                                        |
| Peter Möhlmann         | 29-09-1982    | Nederland     | AXA Cycling Team                       |
| Wouter Mol             | 17-04-1982    | Nederland     | Skil-Moser                             |
| Wout Poels             | 01-10-1987    | Nederland     | Neo                                    |
| Norbert Poels          | 12-04-1983    | Nederland     |                                        |
| Ger Soepenberg         | 01-05-1983    | Nederland     | Löwik Meubelen-Van Losser Installaties |
| Wim Stroetinga         | 23-05-1985    | Nederland     | Löwik Meubelen-Van Losser Installaties |
| Jean-Pierre Verstraten | 20-09-1979    | Nederland     |                                        |
| Eelke van der Wal      | 15-01-1981    | Nederland     | Shimano-Memory Corp                    |

## Belangrijke overwinningen

### Wegwielrennen
| Ronde van Overijssel Winnaar: Peter Möhlmann Olympia's Tour 4e etappe: Wim Stroetinga Ronde van Gironde 3e etappe: Peter van Agtmaal Drie Zustersteden Winnaar: Ger Soepenberg |

### Baanwielrennen
Nederlandse kampioenschappen baanwielrennen
Koppelkoers: Wim Stroetinga
Scratch: Wim Stroetinga
2005 · 
2006 · 
2007 · 
2008 · 
2009 · 
2010 · 
2011 · 
2012 · 
2013